# Amtsbezirk La Neuveville
Der Amtsbezirk La Neuveville (französisch District de La Neuveville) war bis zum 31. Dezember 2009 eine Verwaltungseinheit mit Hauptort La Neuveville im Kanton Bern. Der Amtsbezirk umfasste fünf Gemeinden und hatte 6183 Einwohner (Stand 31. Dezember 2008) auf 58,91 km². Die Einwohner der Gemeinden des ehemaligen Amtsbezirks sind grösstenteils französischsprachig.

## Gemeinden
| Name der Gemeinde | Einwohner (31. Dez. 2008) | Fläche in km² | Einwohner pro km² |
| ----------------- | ------------------------- | ------------- | ----------------- |
| Diesse            | 415                       | 9,44          | 44                |
| Lamboing          | 685                       | 9,10          | 75                |
| La Neuveville     | 3478                      | 6,78          | 513               |
| Nods              | 731                       | 26,61         | 27                |
| Prêles            | 874                       | 6,98          | 125               |
| Total (5)         | 6183                      | 58,91         | 105               |

## Veränderungen im Gemeindebestand

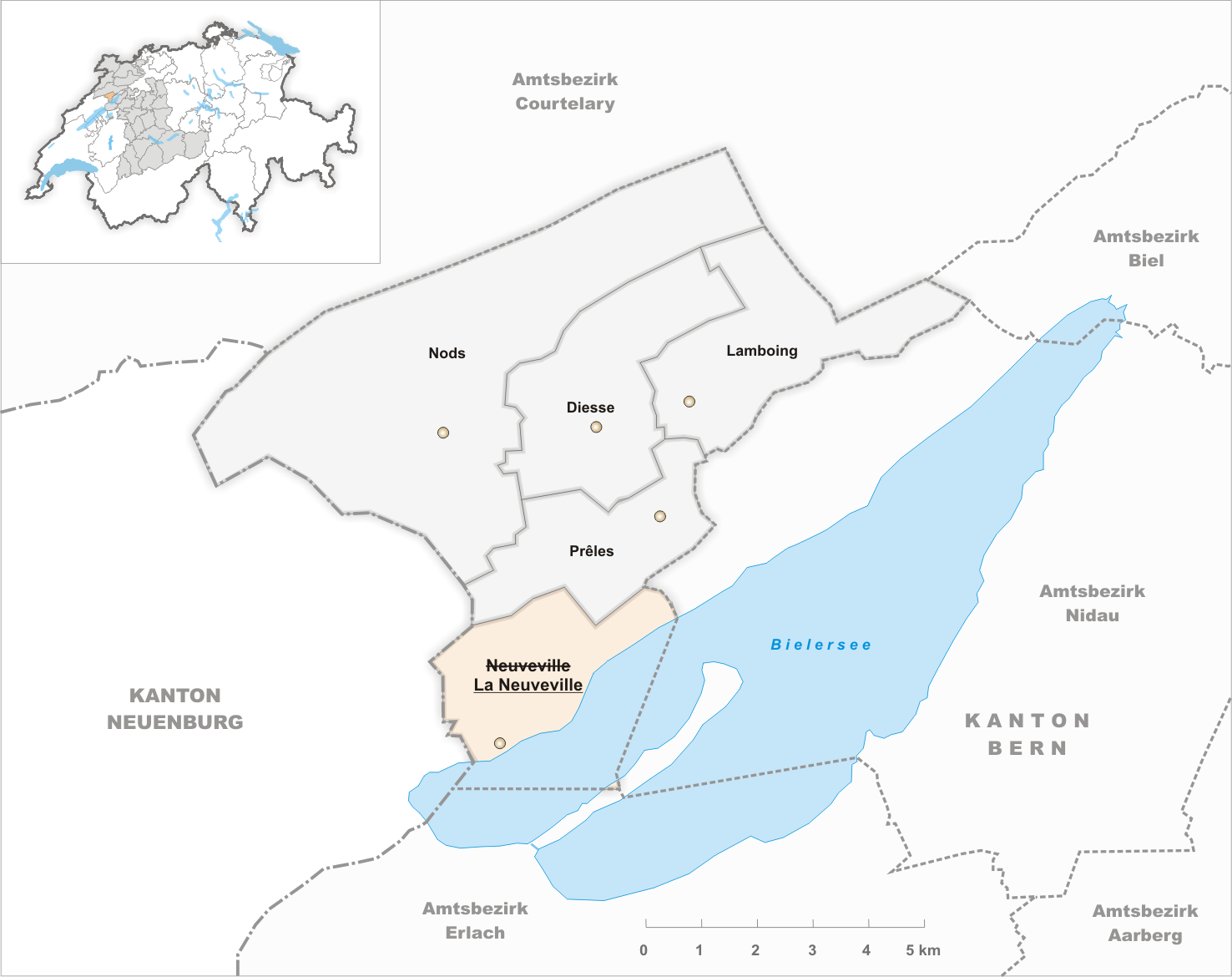
Gemeinden bis 1947
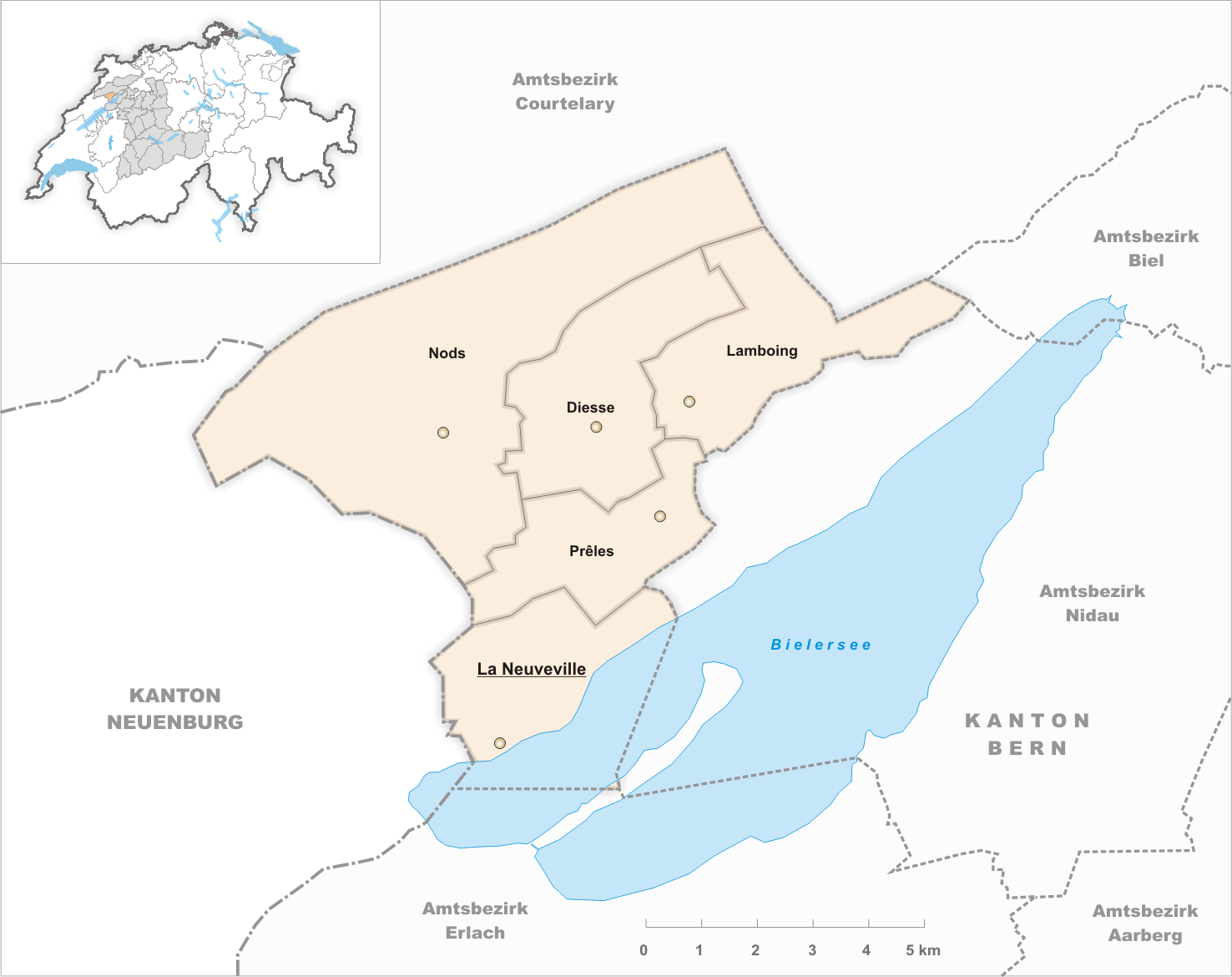
Gemeinden bis 2009

- 1948: Namensänderung von Neuveville → La Neuveville
- 2010: Bezirkswechsel aller 5 Gemeinden vom Amtsbezirk La Neuveville → Verwaltungskreis Berner Jura

## Aufhebung der Amtsbezirke
Im Hinblick auf den geplanten Wechsel der Gemeinde Moutier zum Kanton Jura auf den 1. Januar 2026 werden gemäss Volksabstimmung vom 22. September 2024 sämtliche Amtsbezirke des Kantons Bern Ende 2025 aufgehoben, wobei die drei Amtsbezirke Courtelary, Moutier und La Neuveville bereits durch die 2010 eingeführte Verwaltungsregion Berner Jura ersetzt wurden. Da die Amtsbezirke in der Praxis keine Rolle mehr spielen, ist die Änderung reine Formsache.